# Mariya Vysochanska
Mariya Olehivna Vysochanska (en ucraniano: Марія Олегівна Височанська; Donetsk, 10 de septiembre de 2002) es una deportista ucraniana que compite en gimnasia rítmica, en la modalidad de conjuntos.
Ganó cinco medallas en el Campeonato Europeo de Gimnasia Rítmica entre los años 2020 y 2024. Participó en los Juegos Olímpicos de Tokio 2020, ocupando el séptimo lugar en la prueba de conjuntos.

## Palmarés internacional
| Campeonato Europeo | Campeonato Europeo | Campeonato Europeo | Campeonato Europeo         |
| Año                | Lugar              | Medalla            | Prueba                     |
| ------------------ | ------------------ | ------------------ | -------------------------- |
| 2020               | Kiev (Ucrania)     | Medalla de oro     | 5 con pelota               |
| 2020               | Kiev (Ucrania)     | Medalla de plata   | 3 con aro + 2 con mazas    |
| 2020               | Kiev (Ucrania)     | Medalla de bronce  | Concurso completo          |
| 2023               | Bakú (Azerbaiyán)  | Medalla de plata   | Equipo                     |
| 2024               | Budapest (Hungría) | Medalla de bronce  | 3 con cinta + 2 con pelota |